# Mendocinichthys brevis
Mendocinichthys brevis è un pesce osseo estinto, appartenente ai perleidiformi. Visse nel Triassico superiore (Carnico, circa 235 - 232 milioni di anni fa) e i suoi resti fossili sono stati ritrovati in Sudamerica.

## Descrizione
Questo pesce era di piccole dimensioni e solitamente non superava i 5 centimetri di lunghezza. Era dotato di un corpo abbastanza compatto, dalla metà anteriore piuttosto alta. Il muso era arrotondato e le fauci erano dotate di numerosi denti conici. La pinna dorsale era in posizione molto arretrata, nei pressi della pinna caudale, ed era in posizione opposta alla pinna anale che era leggermente più arretrata e di forma e dimensioni pressoché identiche. Le scaglie erano quadrate o rettangolari e disposte in file diagonali. 
La pinna dorsale di Mendocinichthys era dotata di cinque fulcri basali e di dodici lepidotrichi, i cui segmenti basali erano molto alti (circa sei volte più alti dei segmenti distali). Erano inoltre presenti quattro grandi scudi mediani lungo la parte superiore del dorso, dalla fine della pinna dorsale all'inizio di quella caudale. 